# Bright Lights
Pour les articles homonymes, voir Bright Lights (homonymie).
Pour plus de détails, voir Fiche technique et Distribution.
Bright Lights est un court métrage d'animation américain de la série Oswald le lapin chanceux, produit par les studios Disney et sorti le 19 mars 1928.

## Synopsis
Oswald souhaite aller voir le spectacle de danse avec la vedette Mlle Zulu, la Reine Chatoyant, dont il est amoureux, mais il n'a pas assez d'argent. Il se rend alors compte que les artistes qui s'y produisent entrent sans billet par l'entrée qui leur est réservée. Il se donne de l'importance dans l'espoir de se fait passer pour l'un d'eux. Mais sa ruse ne fonctionne pas et il est rejeté par le contrôleur. 
Il arrive cependant à entrer en se glissant sour l'ombre d'un imposant artiste. Le contrôleur le repère  cependant et une course poursuite s'ensuit dans la salle et les coulisses, qui regorgent d'animaux en cage. Les lions libérés sèment la panique dans le public et le font fuir précipitamment hors du théâtre.

## Fiche technique
- Titre : Bright Lights
- Titre de travail[1]: Back Stage
- Série : Oswald le lapin chanceux
- Réalisateur : Walt Disney
- Animateur[1]: Hugh Harman, Rollin Hamilton
- Camera[1]: Mike Marcus
- Producteur : Charles Mintz
- Production : Disney Brothers Studios sous contrat de Robert Winkler Productions
- Distributeur : Universal Pictures
- Date de sortie : 19 mars 1928[2],[3]
- Autres dates[1] :
  - Fin de production : 12 novembre 1927
  - Expédition : 26 novembre 1927
  - Dépôt de copyright : 1er mars 1928 par Universal
- Format d'image : Noir et Blanc
- Durée : 8 min
- Langue : (en)
- Pays de production:  États-Unis